# Gjorgji Abadžiev
Gjorgji Abadžiev (Dojran, 7 ottobre 1910 – Skopje, 2 agosto 1963) è stato uno scrittore macedone.
Tra le sue maggiori opere vi sono racconti ispirati alle lotte partigiane, come L'alba (1951), L'ultimo incontro (1953), L'epopea sul Monte Nož (1954), e due romanzi storici: Nido dei Briganti (1954) e Il deserto (1960).